# Dekius Lack
Dekius Lack, pseudonym för Krister Gerhardsson, är en svensk författare född 1962 i Uppsala med debut 1987 och bosatt i Lund. Son till Birger Gerhardsson, professor i Nya Testamentets exegetik; bror till Örjan Gerhardsson alias Peter Glas.
Dekius Lack skriver noveller och romaner om "vackra förlorare" av mer eller mindre uttalat självbiografisk karaktär. Många av huvudpersonerna i romanerna är män med en bakgrund som vänsteridealister som omges av en tillvaro med svikna ideal och inskränkta förhoppningar om små framgångar i karriären eller en chans med kvinnan i växeln.
I böckerna beskrivs människor precis som de är, varken förskönade eller nedsvärtade - som både potentiellt goda och till stånd till fantastiska insatser bara tillfälle ges. Utmärkande för huvudkaraktärerna är bristen på initiativförmåga och en tro att om allt bara vore lite annorlunda skulle allt ordna sig och alla drömmar besannas.
I debuten Rymdvargen (1987) berättas om sällskapet De gamle, som förvaltar och administrerar världshistorien. Huvudpersonen tas på äventyr i andarnas värld, han träffar filosofen Arthur Schopenhauer och kikar även in hos Gud.
De tidiga romanerna rymmer en hel del barndomsskildringar, t.ex. Späckhuggarsekten (1992), Den buckliga backspegeln (1994), Glidarchiefens son (1996) och Bogsera mej till refugen (2000).
I Den kokande grodan (2001) som skrevs på uppdrag av en mängd olika organisationer, bland annat Folkbildningsförbundet, Svenska FN-förbundet, Svenska kyrkan, Svenska Naturskyddsföreningen och Svenska Röda Korset, förklaras det då nästan okända begreppet växthuseffekt och alla komplikationer växthuseffekten för med sig. 
Månkalle och det magiska svärdet (2002) är Lacks hittills enda bidrag till barnbokslitteraturen. Den rikligt illustrerade Ge globen en chans (2007) är en historiebok för vuxna, men även för äldre tonåringar. Den handlar om hur mänskligheten har betett sig i det globala perspektivet genom tiderna.
I de åtta romanerna om den hopplöse lundapolisen Robert Wall (2003-2015) får vi möta en lat svensk polis som trots sina brister har en fin förmåga att lösa särskilt komplicerade fall.
I romanen De fattigas piano (2010) skildras svälten i Biafra. I ett flyktingläger träffar författaren den lilla flickan Obinna, som är ett musikaliskt underbarn.
I romanen Den unge Stäppvargen (2014) brottas huvudpersonen med problemet att alla romaner är skrivna och att allting som produceras bara är omskrivningar, omkast och kompileringar. Inte konstigt att den skarpa läsaren hittar textsjok från världslitteraturen invävda i texten. Den så kallade cyberromanen Biljard klockan noll i cyber-cyber (1998) innehåller även den funderingar kring berättelser och romanformens konstruktion: över en halv miljon alternativa slut till boken publicerades på nätet.
Lack är en hängiven maraton- och ultramaratonlöpare. Fyra av hans romaner, Springa med vingar (2016), När natten kommer är vägarna mina (2017), Löparens guide till galaxen (2018), och Utsikt över ett tolv meter högt berg (2019) handlar om mer eller mindre omöjliga löparfärder: om att springa till Grekland på 80 dagar, om att springa utan pengar till Salzburg, om att ge sig ut på ett tvåtusen landmil-långt äventyr runt jordklotet, om att låta ödet styra löpstegen. En femte löparroman Den gamle och stormen (2023) handlar om före detta landslagslöparen Santiago som på gamla dar bestämmer sig för att göra comeback.
I romanen Guds krokiga pekfinger (2020) vänder Lack blicken mot andlighet och religion. Speciellt zenbuddhismen. På Michelangelos takfresk i Sixtinska kapellet finner vi förklaringen till vårt eviga sökande efter klarhet. När Gud skänkte Adam livet så orkade Gud inte sträcka ut fingret ordentligt. Det blev därmed domen över mänskligheten. Hur vi än gör med vår gudstro och våra existentiella funderingar så når vi inte ända fram. Men zenbuddhismen bjuder trots detta på en lösning. En annorlunda lösning. I romanen Det är när man dör som det roliga börjar (2022) följs denna andliga dimension upp. En ung man på tjugotre år kommer plötsligt ihåg sitt förra liv - och sådant kan ställa till problem. Speciellt om den unge mannen i sin förra kropp lovat tjejen som nu hunnit bli landets statsminister evig kärlek
Karl Marx i New York (2021) är Lacks kanske mest samhällstillvända roman. Karl Marx är en ung svensk utfattig man som jobbar åt planetens allra rikaste som privatchaufför samtidigt som han planerar för att göra världen till en bättre och mer rättvis plats.
I romanen Dotterns dom (2024) skildras hur det förflutna har en tendens att komma ikapp oss. En bok om skuld och ansvar. 